# منطقة تشيرنوبل المحظورة
منطقة تشيرنوبل المحظورة (بالروسية: Зона отчуждения Чернобыльской АЭС) (بالأوكرانية:Чорнобильська зона відчуження), هي منطقة خطرة وممنوعة على الإنسان في أوكرانيا, حيث مازالت المنطقة في تشرنوبل مصابة بالإشعاعات النووية متأثرة بالتسمم في الأماكن الطبيعية منذ عام 1986 بسبب كارثة تشيرنوبل، ويتاح للزوار زيارة منطقة تشرنوبل بإشراف مباشر من الحكومة الأوكرانية حتى لا يعرضوا حياتهم للخطر.
تأسست المنطقة من قِبل القوات المسلحة السوفيتية بعد وقت قصير من كارثة عام 1986، وكانت في البداية منطقة نصف قطرها 30 كلم (19 ميلًا) من منشأة تشيرنوبل للطاقة النووية، وهي معيّنة للإخلاء وتحت السيطرة العسكرية. عُدّلت حدودها منذ ذلك الحين لتغطي المساحة العظمى من أوكرانيا. تَحُدّ منطقة استبعاد تشيرنوبل منطقة تُدار بشكل مستقل، وهي محمية بوليسي الحكومية للإشعاع، الواقعة إلى الشمال في بيلاروسيا. أُديرت منطقة استبعاد تشيرنوبل من قِبل وكالة خدمة الطوارئ في أوكرانيا، في حين أُديرت منشأة الطاقة وهيكلها الحديدي (وحاجزها الآمن) بشكل مستقل.
تغطي منطقة الاستبعاد مساحة تبلغ نحو 2600 كيلومتر مربع (1000 ميل مربع) في أوكرانيا وتحيط مباشرةً بمنشأة تشيرنوبل للطاقة النووية حيث يكون التلوث الإشعاعي الناتج عن التهاطل النووي في أعلى مستوياته ويُحظر وصول عامة الناس والسكن في المنطقة. لا تعد مناطق إعادة التوطين الإلزامي والترحيل الطوعي الأخرى جزءًا من منطقة الاستبعاد المحظورة، إذ توجد في المناطق المحيطة وفي جميع أنحاء أوكرانيا. في فبراير 2019، كُشف عن محادثات أُجريت لإعادة رسم حدود منطقة الاستبعاد لإظهار انخفاض الإشعاع في الأرجاء الخارجية للمنطقة.
يكمن الهدف من منطقة الاستبعاد في حظر الوصول إلى المناطق الخطرة، والحد من انتشار التلوث الإشعاعي، وإجراء أنشطة الرصد الإشعاعي والبيئي. تعَد منطقة الاستبعاد اليوم واحدة من أكثر المناطق الملوثة إشعاعيًا في العالم وتجذب اهتمامًا علميًا كبيرًا بسبب المستويات العالية من الكشف عن الإشعاع في بيئتها، بالإضافة إلى زيادة اهتمام السياح.
جغرافيًا، تتضمن المنطقة رايون (مقاطعة) كييف الشمالية وأوبلاست (منطقة) زيتومير الأوكرانية.

## نبذة تاريخية

### قبل عام 1986
تعد المنطقة تاريخيًا وجغرافيًا في وسط إقليم بوليشا. كانت هذه المنطقة التي يغلب عليها طابع الأراضي الخشبية الريفية والأهوار موطنًا لنحو 120,000 شخص يعيشون في مدينتي تشيرنوبل وبريبيات بالإضافة إلى 187 من المجموعات الصغيرة، ولكنها الآن غير مأهولة في الغالب. بقيت جميع المستوطنات محددة على الخرائط الجغرافية ولكنها مُيّزت بأنها «غير مأهولة». كانت الغابة في المنطقة المحيطة بريبيات نقطة محورية في مقاومة البارتيزان خلال الحرب العالمية الثانية، التي سمحت للسكان الذين أُخلوا بالتملص من الحراس والعودة إلى الغابة. وقفت «شجرة البارتيزان» أو «شجرة الصليب» في الأراضي الخشبية بالقرب من منشأة تشيرنوبل للطاقة النووية، التي استُخدمت لشنق البارتيزان المأسورين. سقطت الشجرة بفعل الزمن عام 1996 ويقف الآن نصب تذكاري موقعها.

### إنشاء منطقة الاستبعاد

#### منطقة العشرة كيلومترات ومنطقة الثلاثين كيلومترًا
تأسست منطقة الاستبعاد في 2 مايو 1986 بعد وقت قصير من كارثة تشيرنوبل، عندما قررت لجنة حكومية سوفيتية برئاسة نيكولاي ريجكوف إنشاء منطقة «عشوائية نوعًا ما» نصف قطرها 30 كلم (19 ميلًا) من المفاعل الرابع باعتبارها منطقة إخلاء. قُسمت منطقة الثلاثين كلم في البداية إلى ثلاث مناطق فرعية: المنطقة المجاورة مباشرةً للمفاعل الرابع، ومنطقة يبلغ نصف قطرها حوالي 10 كيلومترات (6 أميال) من المفاعل، والمتبقي من منطقة الثلاثين كلم. اختلفت الملابس الواقية والمرافق المتاحة بين هذه المناطق الفرعية.
في وقت لاحق من عام 1986، بعد إنتاج خرائط محددة للمنطقة الملوثة، قُسمت المنطقة إلى ثلاث مناطق لتعيين مناطق إخلاء أخرى بناءً على حد الجرعة المنقح الذي يبلغ 100 ملي زيفرت.
- «المنطقة السوداء» (أكثر من 200 ميكرو زيفرت بالساعة)، وهي مكان لا يجب أن يعود إليه الأشخاص الذين أُخلوا.
- «المنطقة الحمراء» (بين 50-200 ميكرو زيفرت بالساعة)، وهي منطقة قد يعود إليها الأشخاص الذين أُخلوا منها حين يعود الإشعاع إلى مستوياته الطبيعية.
- «المنطقة الزرقاء» (بين 30-50 ميكرو زيفرت بالساعة)، وهي المنطقة التي بدأ إخلاء الأطفال والنساء الحوامل منها في بداية صيف عام 1986.

أًصدر إذن خاص للوصول والسيطرة العسكرية الكاملة على المنطقة في وقت لاحق عام 1986. على الرغم أن عمليات الإخلاء لم تكن فورية، فقد أُخلي 91,200 شخص في نهاية المطاف من هذه المناطق.
في نوفمبر 1986، مُنحت السيطرة على أنشطة المنطقة لجمعية الإنتاج الجديدة (بالروسي «كومبيانت»). كانت مسؤولية الجمعية تشغيل منشأة الطاقة باعتبار أن مقرها في مدينة تشيرنوبل التي أُخليت، بالإضافة إلى تطهير منطقة الثلاثين كلم، وإمداد المنطقة بالمواد والسلع، وبناء مساكن خارج مدينة سلافوتيتش الجديدة المعيّنة لموظفي منشأة الطاقة وعائلاتهم.
في مارس 1989، أُنشئ «مفهوم المعيشة الآمنة» للأشخاص الذين يعيشون في مناطق ملوثة خارج منطقة الاستبعاد في بيلاروسيا وأوكرانيا وروسيا. في أكتوبر 1989، طلبت الحكومة السوفيتية المساعدة من الوكالة الدولية للطاقة الذرية لتقييم «مفهوم المعيشة السوفيتية الآمنة» لسكان المناطق الملوثة. «حُقق الاحتواء الجزئي، خلال الفترة السوفيتية، من خلال إعادة التوطين الانتقائي والتحديد الإقليمي للمناطق الملوثة».

#### بعد الاستقلال
في فبراير 1991، صُدّق على مرسوم الوضع القانوني للمناطق المعرضة للتلوث الإشعاعي الناتج عن حادث منشأة تشيرنوبل النووية، الأمر الذي جدد حدود منطقة الاستبعاد وحدد مناطق إعادة التوطين الإلزامي والطوعي، ومناطق الرصد المعزز. استندت الحدود إلى رواسب التربة من نظير السترونتيوم 90، ونظير السيزيوم 137، والبلوتونيوم بالإضافة إلى معدل الجرعة المكافئة (زيفرت/الساعة) حسبما حددته اللجنة الوطنية للوقاية من الإشعاع في أوكرانيا. أُسندت مسؤولية رصد الأنشطة وتنسيقها في منطقة الاستبعاد إلى وزارة الشؤون في تشيرنوبل.
أُجريت دراسات متعمقة عامي 1992 و1993، وتوّجت بتحديث قانون عام 1991، تبع ذلك مزيد من عمليات الإخلاء من منطقة بوليشا. حُدد عدد من مناطق الإخلاء، وهي: «منطقة الاستبعاد» و«منطقة إعادة التوطين المطلق (الإجباري)» و«منطقة إعادة التوطين الطوعي المكفول»، بالإضافة إلى العديد من المناطق في جميع أنحاء أوكرانيا المعيّنة لتكون مناطق رصد للإشعاع. استمر إخلاء المناطق الملوثة خارج منطقة الاستبعاد في مناطق إعادة التوطين الإلزامية والطوعية، إذ أُخلي 53,000 شخص من مناطق في أوكرانيا منذ 1990 وحتى 1995.
في عام 1997، أضيفت منطقتا بوليسكي وناروديتشي اللتان أُخليتا إلى المنطقة الحالية من منطقة الاستبعاد، وتشتمل المنطقة الآن على منطقة الاستبعاد وأجزاء من منطقة إعادة التوطين المطلق «الإلزامي» لمنطقة تبلغ مساحتها تقريبًا 2600 كيلومتر مربع (1000 ميل مربع). وُضعت هذه المنطقة تحت «إدارة منطقة الاستبعاد ومنطقة إعادة التوطين المطلقة (الإلزامية)» في وزارة الطوارئ.
في 15 ديسمبر 2000، توقف جميع إنتاج الطاقة النووية في منشأة الطاقة بعد احتفال رسمي مع الرئيس آنذاك ليونيد كوتشما حين أُوقف تشغيل آخر مفاعل متبقٍ على قيد العمل، وهو المفاعل الثالث. تُوفر الطاقة لأعمال التفكيك الجارية وللمنطقة الآن من خلال منشأة كهرباء حديثة البناء تعمل بالزيت.
تُخلى مناطق الاستبعاد الآن باستثناء عدد قليل من الساموسي (العائدون أو المستوطنون ذاتيًا). تستمر المناطق الواقعة خارج منطقة الاستبعاد المعيّنة لإعادة التوطين الطوعي في الإخلاء.

## الناس في المنطقة

### السكان
تشير التقديرات إلى أن منطقة الثلاثين كلم تعتبر موطنًا لنحو 197 من المستوطنين ذاتيًا الذين يعيشون في 11 قرية بالإضافة إلى مدينة تشيرنوبل. يعَد هذا الرقم في انخفاض، إذ انخفض عن التقديرات السابقة البالغة 314 شخصًا في عام 2007 و1200 شخص في عام 1986. يتألف هؤلاء السكان من كبار السن، بمتوسط عمر يبلغ 63 عامًا. أصحبت السلطات متسامحة مع وجودهم بعد محاولات الطرد المتكررة، وسمحت لهم بخدمات دعم محدودة. يُسمح للمقيمين الآن البقاء بشكل غير رسمي من قِبل الحكومة الأوكرانية.
يعمل نحو 3000 شخص في منطقة التباعد في مهام مختلفة، مثل بناء حاجز تشيرنوبل الآمن الجديد، والإيقاف المستمر لعمل المفاعلات، وتقييم الظروف في المنطقة ورصدها. لا يعيش الموظفون داخل المنطقة، بل يتناوبون العمل هناك فقط. يعمل بعض العمال في نوبات «3-4» (أي ثلاثة أيام إجازة ثم أربعة أيام عمل بعدها)، بينما يعمل الآخرون 15 يومًا، مقابل 15 يوم إجازة. ينتقل العمال الآخرون إلى المنطقة يوميًا من سلافوتيتش. تُحتسب مدة المناوبات بدقة لأسباب تتعلق بالمعاش والرعاية الصحية. يُراقب كل من يعمل في المنطقة من أجل التراكم الحيوي الداخلي للعناصر المشعة.